# 労働の二重性
労働の二重性（ろうどうのにじゅうせい、two-fold character of labor）とはマルクス経済学において、商品が使用価値と価値という異なる二つの価値の性質を持っているという前提に立った上で、商品を生産する労働にも使用価値を生み出す具体的有用労働と、価値を生み出す抽象的人間労働の二重性が存在するという性質を指す。労働価値説に基づく概念である。